# كركولي (جرغلان)
کرکولي (بالفارسية: کرکولی) هي قرية تقع في إيران في قسم جرغلان الريفي. يقدر عدد سكانها بـ 827 نسمة .